# L'Escadron Alphabet
L'Escadron Alphabet (titre original : Alphabet Squadron) est une trilogie de romans de science-fiction écrits par Alexander Freed et placés dans l'univers étendu de Star Wars.

## Chronologie
1. L'Escadron Alphabet (Alphabet Squadron) - 4 ap.BY.
2. Où l'ombre s'abat (Shadow Fall) - 4 ap.BY.
3. Le Prix de la victoire (Victory's Price) - 5 ap.BY.

## L'Escadron Alphabet
L'Escadron Alphabet est publié sous son titre original, Alphabet Squadron, aux États-Unis par Del Rey Books le 11 juin 2019, avec alors 416 pages,. Il est traduit en français par Thierry Arson et publié par les éditions Pocket le 27 février 2020, avec alors 608 pages,.

## Où l'ombre s'abat
Où l'ombre s'abat est publié sous son titre original, Shadow Fall, aux États-Unis par Del Rey Books le 23 juin 2020, avec alors 416 pages,. Il est traduit en français par Thierry Arson et publié par les éditions Pocket le 12 août 2021, avec alors 576 pages,.

## Le Prix de la victoire
Le Prix de la victoire est publié sous son titre original, Victory's Price, aux États-Unis par Del Rey Books le 2 mars 2021, avec alors 460 pages,. Il est traduit en français par Thierry Arson et publié par les éditions Pocket le 8 décembre 2022, avec alors 672 pages,.